# Psychotria rubefacta
Psychotria rubefacta là một loài thực vật có hoa trong họ Thiến thảo. Loài này được (S.Moore) Guillaumin miêu tả khoa học đầu tiên năm 1930.